# Zu den heiligen Schutzengeln (Juist)

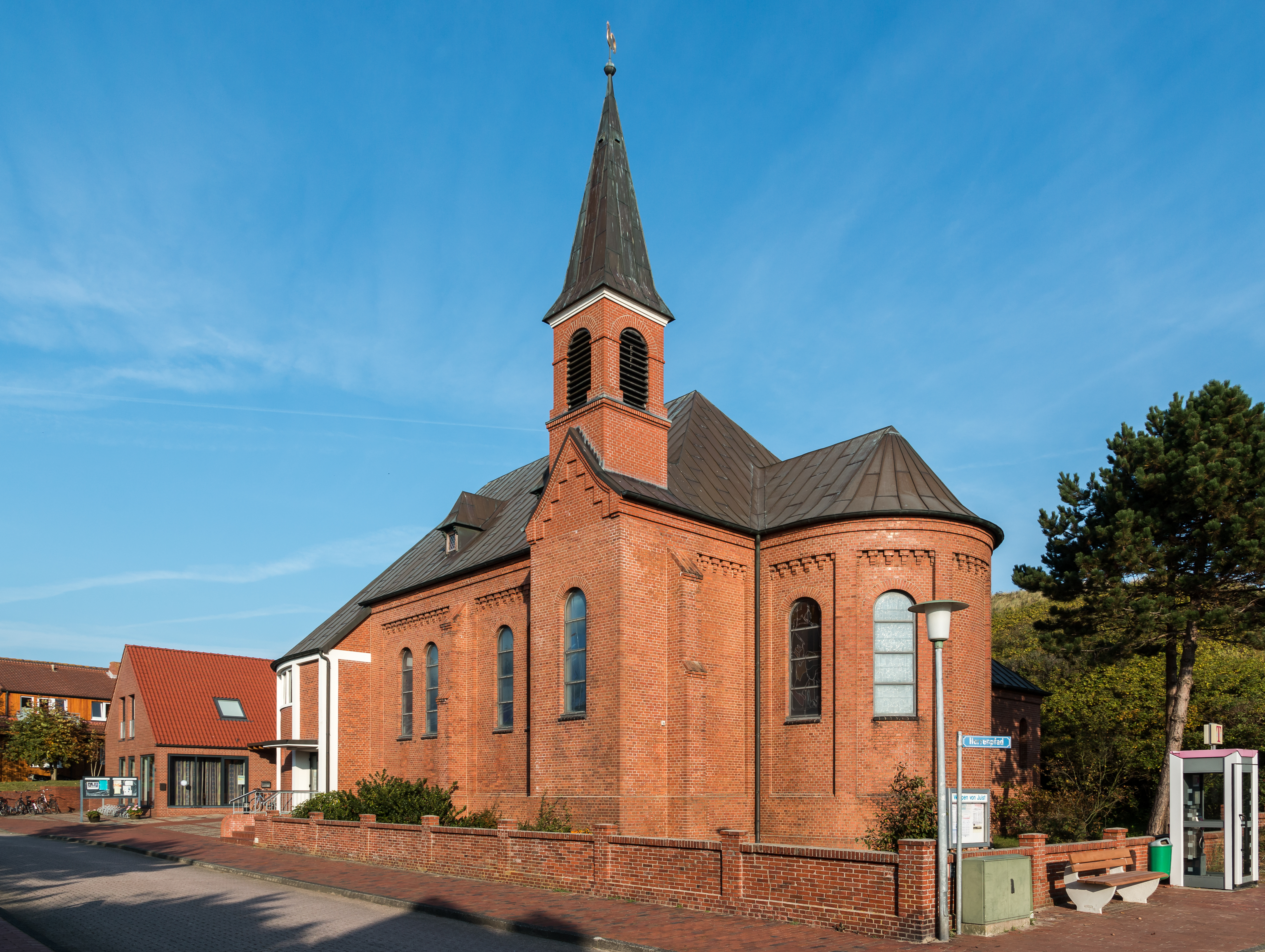
Juister Kirche Zu den heiligen Schutzengeln (Südostansicht)

Zu den heiligen Schutzengeln ist die römisch-katholische Kirche auf der ostfriesischen Insel Juist. Sie wurde 1909/10 erbaut, 1960/61 erweitert und gehört zum Dekanat Ostfriesland des Bistums Osnabrück.

## Geschichte

### Vor der Reformation und bis zum 19. Jahrhundert
An der Stelle der heutigen Insel Juist lag bis mindestens ins 11. Jahrhundert die große Insel Bant. Dort predigte 790 Liudger, der friesische Missionar und spätere erste Bischof des Bistums Münster. Auf ihn geht die frühe Organisation der Kirche in ganz Ostfriesland zurück. 1271 wurde Juist – damals noch eine Niederlassung auf Bant – dem Bistum Bremen zugeschlagen, nachdem der Überlieferung nach durch den Einbruch des Dollart der Weg in die Bistumshauptstadt Münster sehr erschwert wurde. Im Zusammenhang mit der Abtretung Ostfrieslands an das Königreich Hannover nach dem Wiener Kongress 1814/1815 wurde Juist schließlich dem Bistum Osnabrück zugeordnet. Die große Mehrheit der Inselbewohner war zu dieser Zeit allerdings evangelisch, nachdem der ostfriesische Graf Enno II Cirksena 1540 die Reformation durchgesetzt hatte. Dadurch wurde auch die um 1450 erste mit Ziegeln erbaute Kirche umgewidmet für den evangelischen Gottesdienst. Zur weiteren Geschichte der evangelischen Kirchbauten auf Juist siehe Inselkirche Juist.

### Ab Ende des 19. Jahrhunderts
Seit dem letzten Drittel des 19. Jahrhunderts kamen vermehrt Katholiken aus dem rheinischen und westfälischen Raum als Urlauber auf die Insel Juist. Sie entstammten dem wohlhabenden Bürgertum, das in den Gründerjahren nach 1870 entstanden war. Unter den Juister Einwohnern gab es zu dieser Zeit nur eine Handvoll Katholiken. Etwa ab 1895 wurden in einem Restaurantraum des Hotels Rose (heute Nordseehotel Freese) durch Gastpriester katholische Messen gefeiert. 1901 wurde ein „Katholischer Strandclub“ als Kirchbauverein gegründet und brachte den finanziellen Grundstock für den Bau einer Kapelle auf. 1906 stieg das Bistum Osnabrück in die Planung ein und konnte von der Gemeinde Juist ein kostenloses Grundstück erhalten. Im Herbst 1909 wurde der erste Spatenstich gesetzt und am 26. Juni 1910 wurde im Neubau die erste Messe gefeiert. Im Hinblick auf etliche Kinderferienheime der Insel wählte man das Schutzengel-Patrozinium.

### 20./21. Jahrhundert

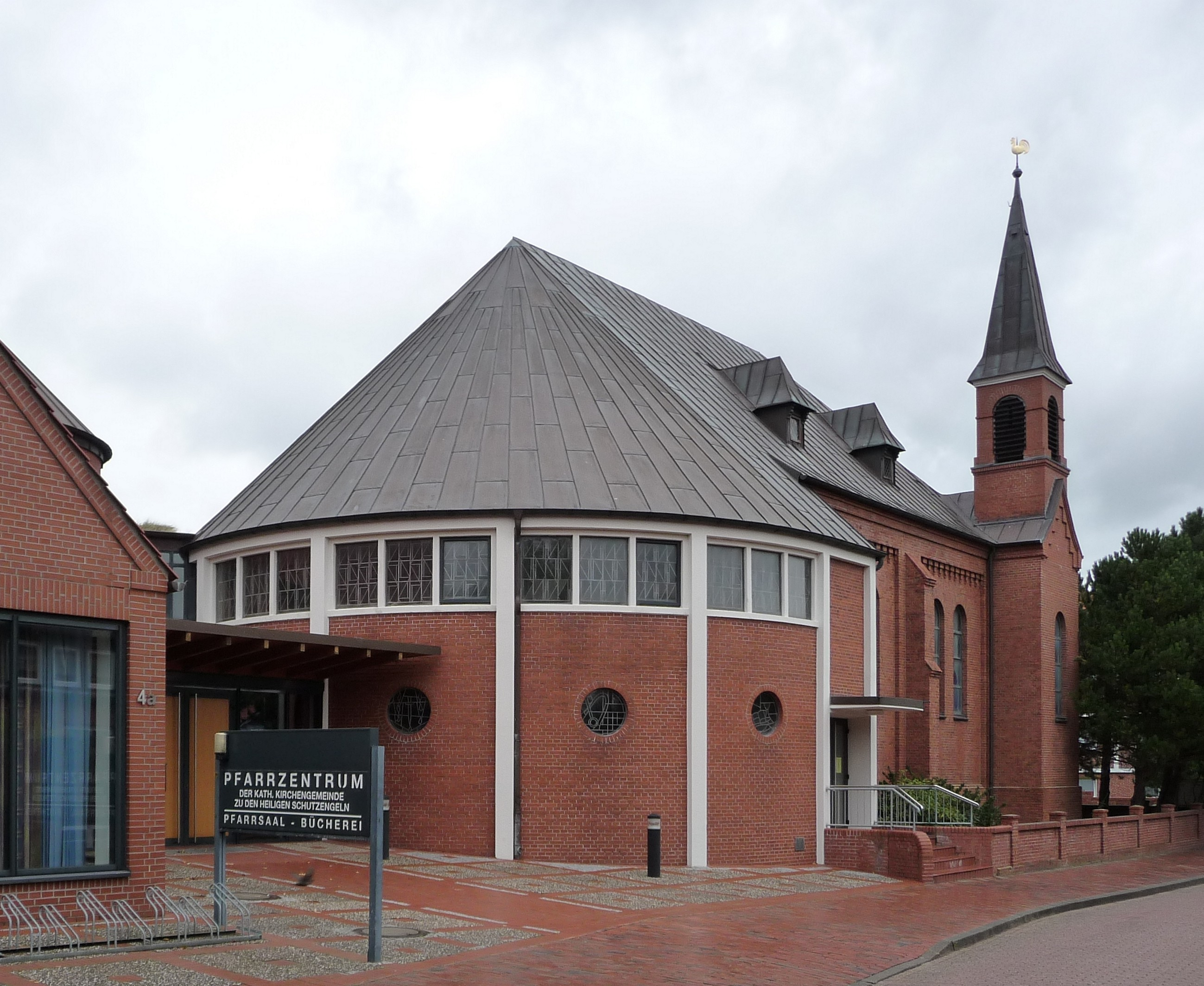
Südwestansicht

In den folgenden Jahren und Jahrzehnten wurde die Ausstattung der Kirche (Altar, Glocke, Fenster, Fresko) beständig erweitert. Sie wurde intensiv durch Priestergäste aus dem benachbarten Pax-Gästehaus genutzt, so dass es neben dem Hauptaltar zusätzlich sechs Seitenaltäre gab. 1960/61 wurde die runde Westapsis mit Empore angebaut. 1974 wurde der Chorraum in der Folge der Liturgiereform des II. Vatikanischen Konzils neu gestaltet. Seit 1983 bzw. 1984 ergänzen ein bronzener Kreuzweg und ein Taufstein die Ausstattung. 1994 wurden im Westen eine neue Sakristei und ein Treppenturm angebaut zur Verbindung mit dem neuen Gemeindehaus (erbaut 2000/2001). Die alte Sakristei in der nordöstlichen Ecke des Gebäudes ist seitdem Sakramentskapelle. 1997/1999 wurden neue Fenster eingebaut. 2010 bzw. 2015/16 wurde der Innenraum umfassend renoviert (Empore, Gestühl, Anstrich, Elektrik).

## Architektur

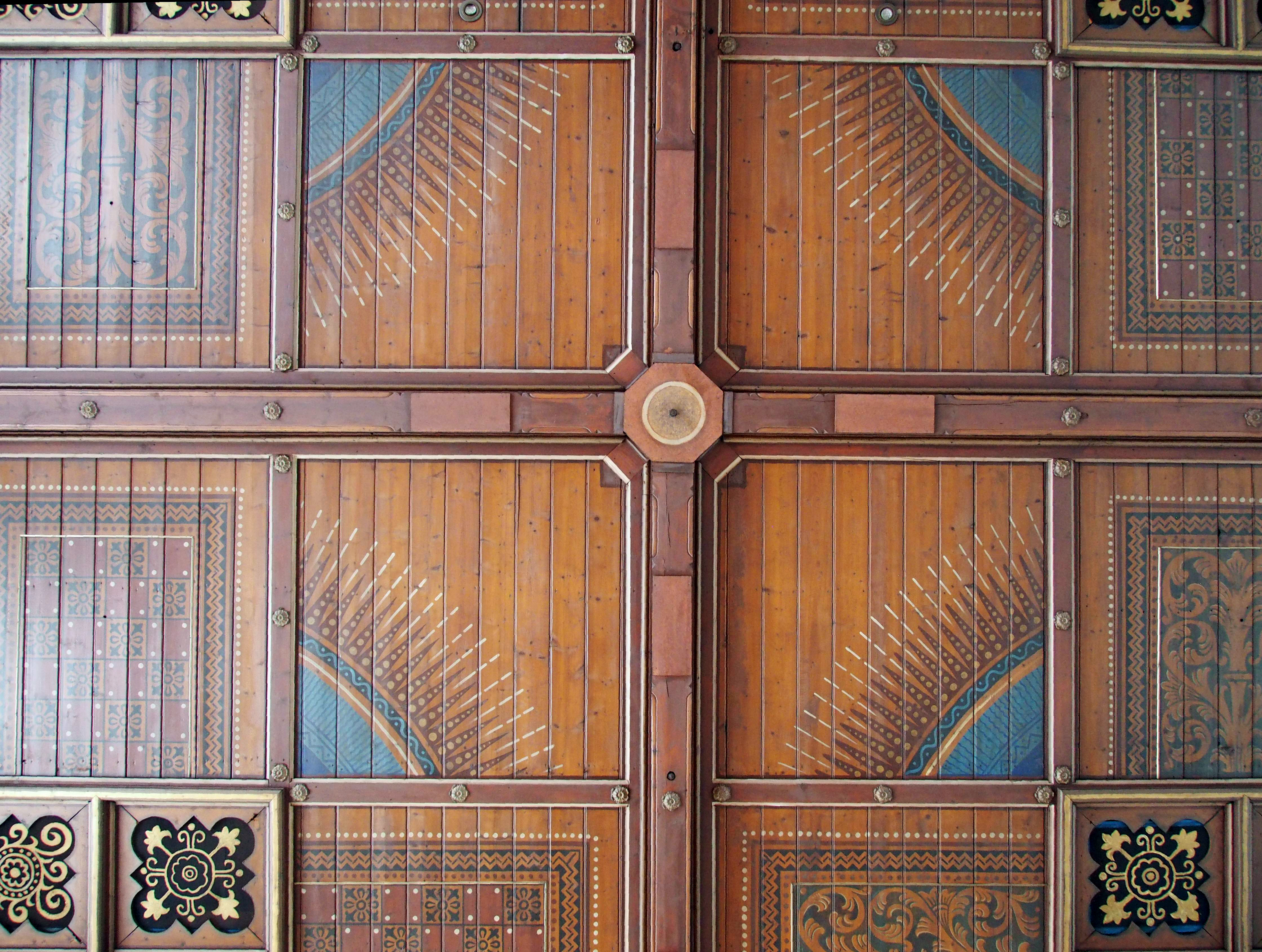
Kassettendecke in der Kirche

Die 1910 fertiggestellte Kirche ist ein geosteter Backstein-Saalbau in schlichten neuromanischen Formen. Im Osten sind zwei kurze Querhausarme angefügt, von denen der südliche den kleinen Turm mit dem Geläut trägt. Die runde Apsis ist mit einem Mauerbogen vom Kirchraum abgesetzt.
1961 wurde im Westen eine Erweiterung in Form einer Halbrotunde mit Empore angefügt, deren Durchmesser die Breite der alten Kirche übersteigt. Mit ihrem Fensterband unter der Dachtraufe, kleinen Rundfenstern auf mittlerer Höhe und senkrechten Betonstreben zwischen den Backsteinfeldern prägt sie das heutige Aussehen der Kirche.

## Ausstattung

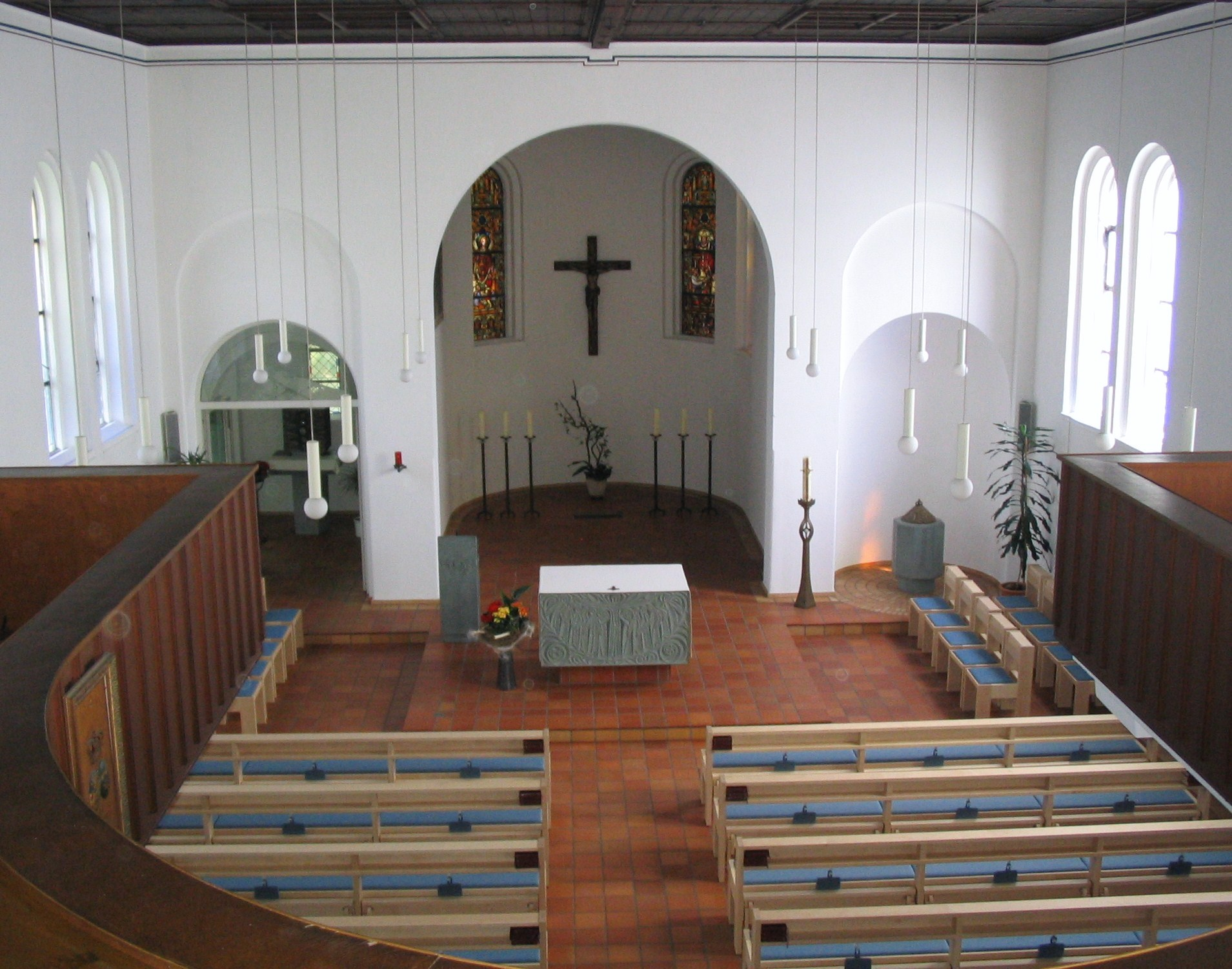
Innenraum der Kirche: Blick von der Empore zum Altar

Von der Ausstattung der Kirche sind erwähnenswert:
- Schutzengel- und das Nikolaus-Fenster in der Apsis (Hans Lueg[1], Osnabrück, 1909)
- Fresko Der heilige Ludger predigt auf der Insel Bant (Hubert Dürnholz, Düsseldorf, 1922),
- Glasfenster in der Westapsis mit symbolischer Darstellung der sieben Sakramente (Lore August, 1961),
- Altar aus Bronze mit Relief Sturm auf dem Meer (Hermann Auf der Heide, Alfhausen, 1974),
- Kreuzweg aus Bronze und Taufstein (Ferdinand Starmann, Neuenkirchen/Oldenburg, 1983/84),
- Glasfenster und -tür im Kirchenschiff und in der Sakramentskapelle (Tobias Kammerer, Rottweil, 1997),
- Ambo (Ernst Rasche, Mülheim/Ruhr, 1998)
- Bild Schutzengel auf Juist (Michael Blum, 2005)

### Orgel

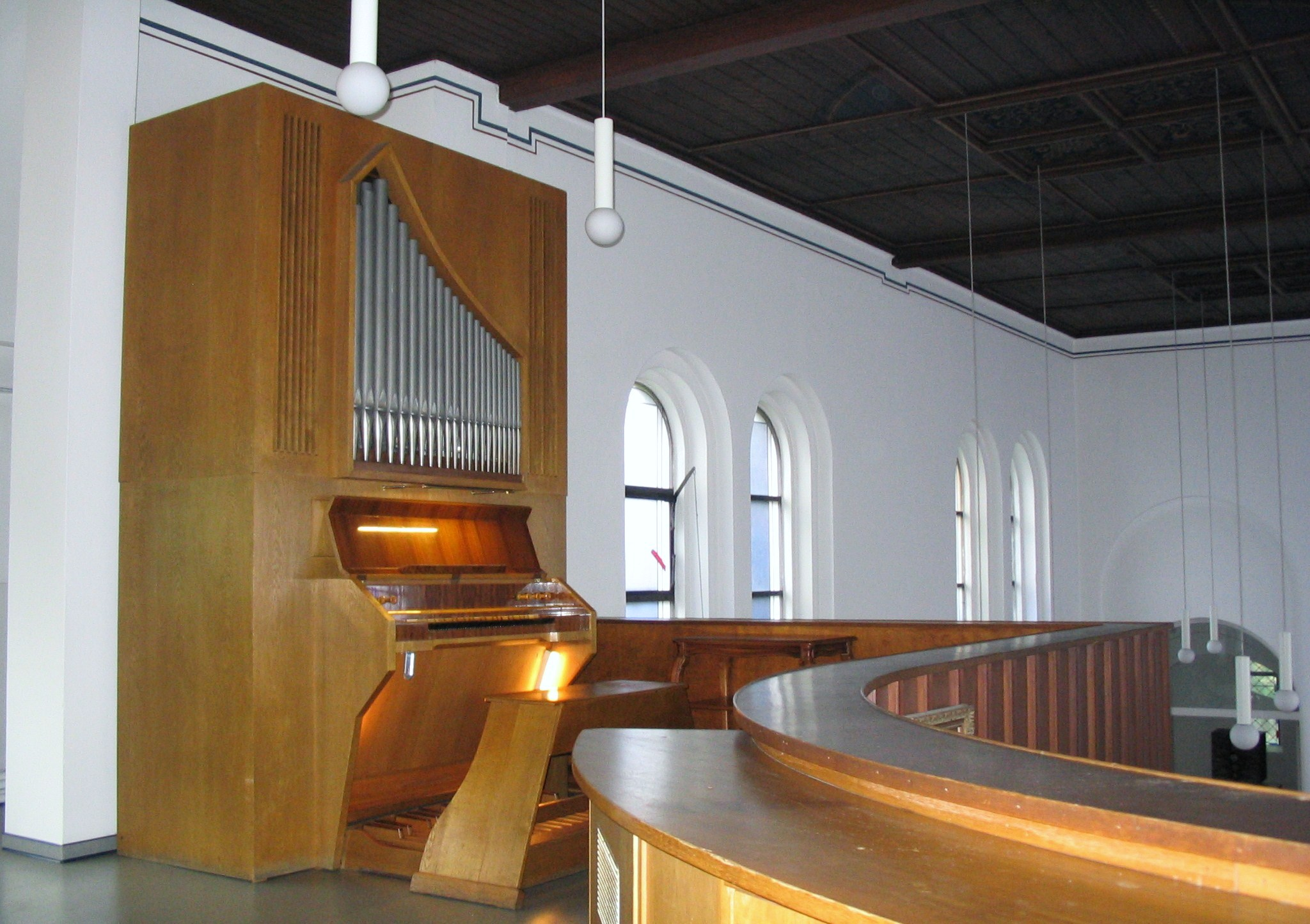
Kreienbrink-Orgel auf der Empore

Die Orgel verfügt über sechs Register, die auf einem Manual und Pedal verteilt sind. Die Firma Orgelbau Kreienbrink erbaute sie im Jahr 1968. Sie steht seit 1977 in der Kirche und hat Schleifladen mit mechanischer Spiel- und Registertraktur.
| I Hauptwerk C–f3 |            |    |
| 1.               | Gedackt    | 8′ |
| 2.               | Prinzipal  | 4′ |
| 3.               | Rohrflöte  | 4′ |
| 4.               | Gemshorn   | 2′ |
| 5.               | Mixtur III | 1′ |

| Pedal C–d1 |     |
| 6. Subbaß  | 16′ |

- Koppel: I/P
- Anmerkungen:

1. ↑  F–d1 im Prospekt

### Glocken
Nachdem der geplante Westturm nicht verwirklicht wurde, richtete man den kleinen Südflankenturm als Glockenturm ein. Im Jahre 1911 spendete die Glockengießerei Otto aus ihrem Lager eine kleine, schön verzierte Barockglocke. Ihre um die Schulter verlaufende Antiquainschrift nennt unter anderem das Gussjahr 1764 und den Gießer Johann Fuchs von Köln. Fast hundert Jahre später konnte durch eine Spende die Glockenanlage saniert und um eine zweite, etwas größere Glocke erweitert werden. Diese wurde in der Glockengießerei Petit & Gebr. Edelbrock im westfälischen Gescher gegossen und trägt um die Schulter eine Inschrift in Versalien:
SIEHE, MEIN ENGEL SOLL VOR DIR HER GEHEN.
Beide Glocken hängen übereinander in einem Holzglockenstuhl an Holzjochen, womit die Glockenstube gänzlich ausgefüllt ist. Das Geläut ist mit dem der Inselkirche abgestimmt.
Die Läuteordnung beinhaltet:
- Angelusläuten: täglich um 8, 12 und 18 Uhr (zusammen mit der Inselkirche) mit drei mal drei Schlägen auf und nachfolgendem Läuten mit der kleinen Glocke,
- Vespern: etwa 10 Minuten vor Beginn mit der kleinen Glocke,
- Werktagsmessen: etwa 15 Minuten vor Beginn mit der kleinen Glocke,
- Sonn- und Feiertagsmessen: etwa 15 Minuten vor Beginn mit beiden Glocken, auch bei Festen an Werktagen.

| Nr. | Name (Funktion)                  | Gussjahr | Gießer, Gussort                  | Durchmesser (mm) | Masse (kg) | Schlagton (HT-1/16) |
| 1   | Hl. Schutzengel (Sonntagsglocke) | 2007     | Petit & Gebr. Edelbrock, Gescher | 575              | 118        | e2 +7               |
| 2   | Mess- und Angelusglocke          | 1764     | Johann Fuchs, Köln               | 510              | ≈85        | g2 +9               |